# Tenture des Indes
La Tenture des Indes, dite des Anciennes Indes, est un ensemble de huit tapisseries tissées par la manufacture des Gobelins d'après huit tableaux offerts à Louis XIV par le prince Jean-Maurice de Nassau-Siegen (1604-1679), ancien gouverneur général des Indes néerlandaises au Brésil.

## Histoire
Jean-Maurice de Nassau-Siegen avait été à l’origine d’une grande expédition scientifique, chargée de relever de la façon la plus détaillée possible les paysages, les plantes, les animaux ainsi que la population du nord-est du Brésil. Aussi, il demanda à des artistes, à des botanistes et à des médecins de se pencher sur la flore, la faune et les habitants de ces contrées, dont les peintres Albert Eckhout et Frans Post.
Dès son retour en Europe en 1644, il leur demanda de réaliser les cartons d’une série de tapisseries à partir de leurs nombreuses esquisses réalisées sur place, afin d'orner les murs du Mauritshuis. 
En 1679, il offrit ces cartons en cadeau diplomatique à Louis XIV, et le roi demanda alors aux ateliers des Gobelins de réaliser des tapisseries d’après eux : plusieurs artistes furent alors sollicités pour retoucher les cartons originaux (aujourd’hui perdus) : Jean-Baptiste Belin, François Bonnemer, René-Antoine Houasse et à Jean-Baptiste Monnoyer.

## Grandes, petites et nouvelles Indes

Les pêcheurs, huitième pièce de la tenture des Anciennes Indes.

La tenture rencontra un succès considérable et fut officiellement tissée à huit reprises aux Gobelins entre 1687 et 1730. Les cinq premières séries, dite les « Grandes Indes », furent tissées jusqu’en 1723 ; elles furent suivies par trois autres séries, dites les « Petites Indes » car les cartons furent restaurés par François Desportes qui réduisit leur hauteur de quatre aunes à trois aunes et demi. 
Ces tissages successifs finirent par endommager très sérieusement les cartons. Le directeur des Bâtiments du Roi, Philibert Orry chargea alors François Desportes de recréer entièrement de nouveaux cartons entre 1737 et 1741 : ce furent les « Nouvelles Indes » (appelées ainsi pour les différencier des Anciennes), qui eurent également un grand succès car elles furent tissées quatorze fois entre 1740 et 1800.
Parmi les séries tissées, on peut noter la troisième qui fut offerte au tsar Pierre le Grand en 1717 et qui a disparu par le feu dans l’incendie du Palais d’Hiver en 1837. La quatrième tenture fut réalisée en 1708 pour Raymond de Perellos, Grand Maître des Hospitaliers de Saint-Jean à Malte et est aujourd’hui conservée à Malte.
La première série des Petites Indes fut tissée entre 1723 et 1726, et envoyée en 1726 par ordre du roi Louis XV à l’Académie de France à Rome pour orner l’étage noble de son ancien siège situé au Palais Mancini sur la Via del Corso. Cette série orne toujours la Villa Médicis de nos jours.

## Composition
La tenture comprend huit pièces :
- I - Le cheval rayé
- II - Les deux taureaux
- III - L'éléphant ou Le cheval isabelle
- IV - Le chasseur indien
- V - Le combat d'animaux
- VI - Le roi porté par deux Maures
- VII - Le cheval pommelé ou L'indien à cheval
- VIII - Les pêcheurs